# 用心棒日月抄
『用心棒日月抄』（ようじんぼうじつげつしょう）は、藤沢周平著の時代小説。続編『孤剣』、『刺客』、『凶刃』を含めたシリーズ名にもなっている。

## 概要
東北の小藩を諸般の事情で脱藩し、江戸で浪人暮らしをする青江又八郎と、その周辺の人物を描いた時代小説である。藤沢周平の作風に変化が現れた1970年代後半から『小説新潮』に連載が開始され、1991年まで続編が続けて執筆される代表作となった。
刊行本は全4作品であるが、最初の3作品と最終作『凶刃』とでは趣きが異なる。『用心棒日月抄』から第3作『刺客』までは、連作短編集の形で各作品を一つの物語に纏め上げており、執筆期間や作中の時間経過に連続性が見られる。これに対して第4作『凶刃』は長編小説であり、執筆時期・作中時間経過も前3作から間を置いている。これについて、新潮社単行本『刺客』にある著者あとがきで、『刺客』後の後日談の構想を述べながらも、「多分書かれることのない物語」と表現している。

## あらすじなど
用心棒日月抄（1978年）
『小説新潮』1976年9月号から1978年6月号に掲載。1978年新潮社刊。1984年新潮文庫: ISBN 978-4101247014。
東北の小藩の馬廻り役の青江又八郎は、家老大富丹後の一派が藩主毒殺計画を遂行中との密談を、偶然に耳にしてしまう。許婚の父親に相談したが、その父親は大富一派に与しており、青江に斬りかかってきたため、青江は返り討ちにしてしまった。青江はやむを得ず脱藩し江戸に向かう。江戸では浪人として、人足仕事や用心棒などで糧をえる青江であったが、同時に大富一派からの追っ手に立ち向かうことになる。
青江は、最終話で家老一派と対立する間宮派の要請によって帰藩し、大富丹後を上意討ちにする。許婚と結婚し平和な日々が続くかと思われたのだが、実は帰参の旅の途中に出会った大富静馬（家老大富丹後の甥）と女刺客・佐知の登場が次作への伏線になっている。
本作品は元禄年間の生類憐れみの令や赤穂浪士を背景に用い、赤穂浪士の吉良邸討ち入りを外部から描く趣向を持っている。
孤剣 - 用心棒日月抄（1980年）
『別冊小説新潮』1978年秋季号から『小説新潮』1980年3月号まで断続的に掲載。1980年新潮社刊。1984年新潮文庫: ISBN 978-4101247106。
間宮派のクーデターによって藩政に落ち着きが戻るかと思われたが、旧大富家老派の連判状を大富丹後の甥・大富静馬が持ち出したことによって、旧大富家老派の残存勢力への対応が不十分になってしまった。そこで間宮中老は、青江又八郎に大富静馬を追わせ連判状を取り戻すように命令を下した。藩の取り潰し材料として連判状を狙う公儀隠密との三つ巴の争いの中で、使命を公にすることもできず、青江は再び脱藩した形を取り、江戸に向かう。
青江は江戸では、旧知の口入屋の相模屋吉蔵の周旋によって再び用心棒稼業に就くことになる。また、大富静馬と連判状の探索の使命については、佐知とその配下の嗅足組の協力によって進めていく。佐知は、前作の最終話で女刺客として登場したが、実は藩の隠密組織である嗅足組の江戸屋敷の頭目であった。
前作の赤穂浪士事件に代わり、本作から最終作の『凶刃』まで青江と佐知の交情が作品を通しての主題の一つとなっている。
刺客 - 用心棒日月抄（1983年）
『小説新潮』1981年11月号から1983年3月号まで断続的に掲載。1983年新潮社刊。1987年新潮文庫: ISBN 978-4101247168。
連判状を取り戻し、藩の政争に区切りがつくかと思われたのも束の間、旧大富家老派の真の首魁は藩主の叔父の寿庵保方であることが判明した。寿庵保方は、江戸の嗅足組を壊滅させるため、5人の刺客を江戸に送った。佐知の父親であり嗅足組の陰の頭領である谷口権七郎は、佐知と旧知の仲である青江又八郎に、江戸嗅足組の擁護の密命を与えた。公にできない使命のため、青江は3度目の脱藩をして江戸に向かうことになる。江戸では、使命の傍ら、板についてきた用心棒稼業で生活費を得ることになる。
凶刃 - 用心棒日月抄（1991年）
『小説新潮』1989年3月号から1991年5月号まで断続的に掲載。1991年新潮社刊。1994年新潮文庫: ISBN 978-4101247229。
前作『刺客』から16年後、青江又八郎は40歳を越えており、藩の近習頭取に就いていた。ある日、青江は嗅足組解散の指令を江戸屋敷に伝える密命を受けた。使命そのものは秘密であるが、今回は前3回と異なり公務として江戸に向かう。
佐知や旧知の江戸の人々との再会も束の間に、青江は、藩の重大な秘密についての争いに巻き込まれていく。本シリーズ最終作品であり、長年の佐知との関係に決着をつける作品である。

## 登場人物
青江又八郎
本作の主人公。藩内の抗争に巻き込まれ、3度も脱藩して江戸暮らしをすることになる。江戸では、用心棒稼業で糧を得ながら、与えられた密命を果たしていく。4度目の江戸入りは、藩の御用であったが、やはり密命を帯びていた。
佐知
藩主直属の密偵組織「嗅足組」頭取の娘で、江戸の組織を掌握している。最初は、刺客として又八郎の前に立ちはだかったが、2度目の脱藩以降、彼が江戸で密命を果たすのを陰で支えた。やがて、身も心も許しあう仲となる。
由亀
又八郎の許嫁だったが、藩主毒殺の密事に荷担していた父親が彼を襲い、逆に斬られてしまう。しかし、又八郎の帰国を待ち続け、ついに結ばれた。
相模屋吉蔵
又八郎が江戸で仕事を世話してもらった口入れ屋。
細谷源太夫
又八郎の用心棒仲間。剣の腕はいいが、酒と女にだらしない。

## 映像化
江戸の用心棒
フジテレビ系列（1981年）
木曜日21:00からの連続テレビドラマ。古谷一行主演。
用心棒日月抄
日本テレビ系列（1989年）
『水曜グランドロマン』枠の単発テレビドラマ。杉良太郎主演。
腕におぼえあり
NHK（1992年 - 1993年）
『よろずや平四郎活人剣』のエピソードを取り込んだテレビドラマシリーズ。村上弘明主演。
第1シリーズは第1作、第2シリーズは『孤剣』と『刺客』、第3シリーズは『凶刃』を原作とする。
藤沢周平の用心棒日月抄
テレビ朝日系列（1997年）
第1作のテレビドラマ化。小林稔侍主演。